# Angleški barok
Angleški barok je izraz, ki se uporablja za označevanje načinov angleške arhitekture, ki je bil vzporeden z baročno arhitekturo v celinski Evropi med velikim požarom v Londonu (1666) in približno letom 1720, ko so bile razkošne in dramatične lastnosti baročne umetnosti opuščene v korist bolj čisti, na pravilih temelječe neoklasicistične oblike, ki so jih podpirali zagovorniki paladijanizma.
Predvsem je utelešen v delih Christopherja Wrena, Nicholasa Hawksmoorja, Johna Vanbrugha in Jamesa Gibbsa, čeprav je peščica manjših arhitektov, kot je Thomas Archer, prav tako ustvarila pomembne stavbe. V domači arhitekturi in notranji opremi lahko včasih opazimo baročne lastnosti v pozni fazi restavratorskega sloga, slogu Viljema in Marije, slogu kraljice Ane in zgodnji jurijanski arhitekturi.

## Razvoj
Sir Christopher Wren je vodil nastanek angleške baročne manire, ki se je od celinskih modelov razlikovala po jasnosti oblikovanja, manj nemirnem okusu za rezbarjenje in okrasje ter večji skrbi za zgodovinski precedens v klasicizmu. Po velikem požaru v Londonu je Wren obnovil triinpetdeset cerkva, kjer je baročna estetika očitna predvsem v dinamični strukturi in številnih spreminjajočih se pogledih. Njegovo najbolj ambiciozno delo je bila stolnic sv. Pavla (1675–1711), ki se lahko primerja z najbolj sijočimi kupolastimi cerkvami Italije in Francije. V tej veličastni stavbi je paladijevska tradicija Iniga Jonesa zlita s sodobno baročno občutljivostjo v mojstrskem ravnovesju. Manj vplivni so bili neposredni poskusi vcepitve berninijevske vizije v britansko cerkveno arhitekturo (npr. Thomas Archer v St. John's, Smith Square, (1728) in St Paul's, Deptford.
Prva popolnoma baročna angleška podeželska hiša Chatsworth House je bila zgrajena po načrtih Williama Talmana v Chatsworthu, zgrajena pa je bila leta 1687. Vrhunec baročnih arhitekturnih oblik prihaja s sirom Johnom Vanbrughom in Nicholasom Hawksmoorjem. Vsak je dosegel popolnoma razvit in zelo individualen arhitekturni izraz in znano je, da sta delovala drug ob drugem, predvsem na gradu Howard (1699), oranžeriji v Kensingtonski palači in palači Blenheim (1705). Omeniti je treba tudi Appuldurcombe House na otoku Wight, ki je zdaj v ruševinah, vendar jo ohranja angleška dediščina.
Grad Howard je flamboyant skupina nemirnih mas, ki jim dominira cilindrični kupolasti stolp. Palača Blenheim je največji posvetni spomenik angleške baročne arhitekture, kjer so okna, vhodi, portiki in stebrišča bogato združeni. Vanbrughovo zadnje delo je bila Seaton Delaval Hall (1718), dvorec skromnejšega obsega, vendar izjemen zaradi drznosti sloga. V Seatonu Delavalu je Vanbrugh, spreten dramatik, dosegel vrhunec restavratorske drame in ponovno izpostavil vzporednico med baročno arhitekturo in sodobnim gledališčem. Kljub njegovim prizadevanjem barok nikoli ni bil zares po angleškem okusu in precej pred njegovo smrtjo leta 1724 je slog v Veliki Britaniji izgubil veljavo.

## Premik v neopaladijevski slog
V poznem 17. in zgodnjem 18. stoletju je vse bolj prevladujoča vigovska aristokracija angleški baročni slog pogosto povezovala s torijstvom, celinsko Evropo in katolicizmom.
Sodobno razpoloženje se je kmalu premaknilo k bolj trezni, ogoljeni ortodoksnosti britanskega paladijanstva, ki je bil populariziran v drugem in tretjem zvezku vplivnega in široko razširjenega Vitruvius Britannicus Colena Campbella. (Campbellov prvi zvezek je nasprotno zajemal barok). Baročna estetika, katere vpliv je bil tako močan v Franciji sredi 17. stoletja, je v Angliji med protektoratom in v prvih letih obnove imela majhen vpliv.
Izjemno pričevanje o hitri spremembi okusa najdemo v Wentworth Woodhouseu, kjer sta Thomas Watson-Wentworth in njegov sin Thomas Watson-Wentworth, prvi markiz Rockinghamski, v 1720-ih zamenjala jakobsko hišo s precejšnjo baročno, le da sta našla kolege vigovce nenavdušene. Posledično je bil vzporedno dodan izjemno dolg, popolnoma paladijevski obseg, pri čemer je starejša hiša ostala nedotaknjena, vendar skrita z novejšim dodatkom iz krajinskega parka.
Colen Campbell je leta 1715 pisal, da so Italijani v iskanju muhastih novosti izgubili ves okus za arhitekturo. Francesco Borromini je bil najnižji od vseh: »Prizadeval si je osramotiti človeštvo s svojimi nenavadnimi in himeričnimi lepotami, kjer so deli brez sorazmerja, trdne snovi brez njihove prave nosilnosti, kupi materialov brez trdnosti, pretirano okrasje brez milosti in celota brez simetrije.«